# Veniamin Rešetnikov
Veniamin Sergejevič Rešetnikov (* 28. červenec 1986 Novosibirsk, Sovětský svaz) je ruský sportovní šermíř, který se specializuje na šerm šavlí. Rusko reprezentuje od roku 2007. Na olympijských hrách startoval v roce 2012 v soutěži jednotlivců a družstev. V soutěži jednotlivců skončil v úvodním kole a s ruským družstvem obsadil čtvrté místo. V roce 2013 získal titul mistra světa v soutěži jednotlivců a v roce 2009 titul mistra Evropy. S ruským družstvem šavlistů vybojoval tři tituly mistra světa (2010, 2011, 2013) a dva tituly mistra Evropy (2007, 2012).